# Jan Hoffmann
Jan Hoffmann (født 4. maj 1971) er en dansk tidligere fodboldspiller og målmandtræner i fodbold. Han var målmandstræner i Brøndby IF. Han er 189 cm høj og vejer 84 kg.

## Karriere
Jan Hoffmann fik sit store gennembrud i Akademisk Boldklub i 1997, hvor han med en række stabile præstationer opnåede at blive udtaget til Danmarks fodboldlandshold tre gange. Han opnåede dog aldrig at spille en landskamp. Han spillede 3 landskampe for ligalandsholdet, som han var på træningslejr med i 2001 i Dubai.
I 1999 vandt Jan Hoffmann DBU's landspokalturnering med Akademisk Boldklub.
Jan Hoffmann har vundet 2 bronzemedaljer med Akademisk Boldklub i Superligaen.
Jan Hoffmann opnåede som målmand for AB i 1999 at holde "clean sheet" i Superligaen i 678 minutter; en rekord der holdt i næsten 23 år, ind til FCK's Kamil Grabara overtog rekorden.
Efter en periode i Esbjerg fB skiftede Hoffman i januar 2007 til Vejle Boldklub, hvor han var 1. målmand og målmandstræner indtil han stoppede den aktive karriere på topplan i vinteren 2008.
I januar 2008 blev Jan Hoffmann fuldtids målmandstræner i Vejle Boldklub, hvor han trænede Jimmy Nielsen og Jimmi Klitland, samt klubbens målmandstalenter. 
I juli 2008 startede Jan Hoffmann som målmandstræner i Lyngby Boldklub, hvor han havde ansvaret for ungdomselite målmændene, deriblandt Lukas Fernandes og Nicolai Oppen Larsen. 
I januar 2011 blev Jan Hoffmann målmandstræner i Brøndby IF, hvor han har trænet Lukas Hradecky og Michael Falkesgaard og nu Frederik Rønnow, Mads Toppel og Andreas Hansen. Derudover er han overordnet ansvarlig for målmandstræningen i Brøndby IFMasterClass.
I 2016 var han en del af amatørfodboldholdet FC Græsrødderne.

## Andre jobs
Jan Hoffmann har siden 2003 fungeret som instruktør på målmandstrænerkurserne under DBU, samt medvirket som kommentator og studieekspert for TV3 på diverse fodboldprogrammer og livekampe.
Jan Hoffmann har UEFAs A-licens som fodboldtræner, som er den næsthøjeste licens i Europa, samt M3 målmandstrænerlicens som er den højeste i Europa.
Derudover har Jan Hoffmann en akademiuddannelse i ledelse.

## Privat
Jan Hoffmann er gift med Janne Hoffmann og har 3 børn, Magnus, Oliver og Olivia.